# Матрегська Єпархія
Матрегська Єпархія (на латині Dioecesis Matregensis ) - закрита кафедра Константинопольського патріархату та титульною кафедрою католицької церкви.

## Історія

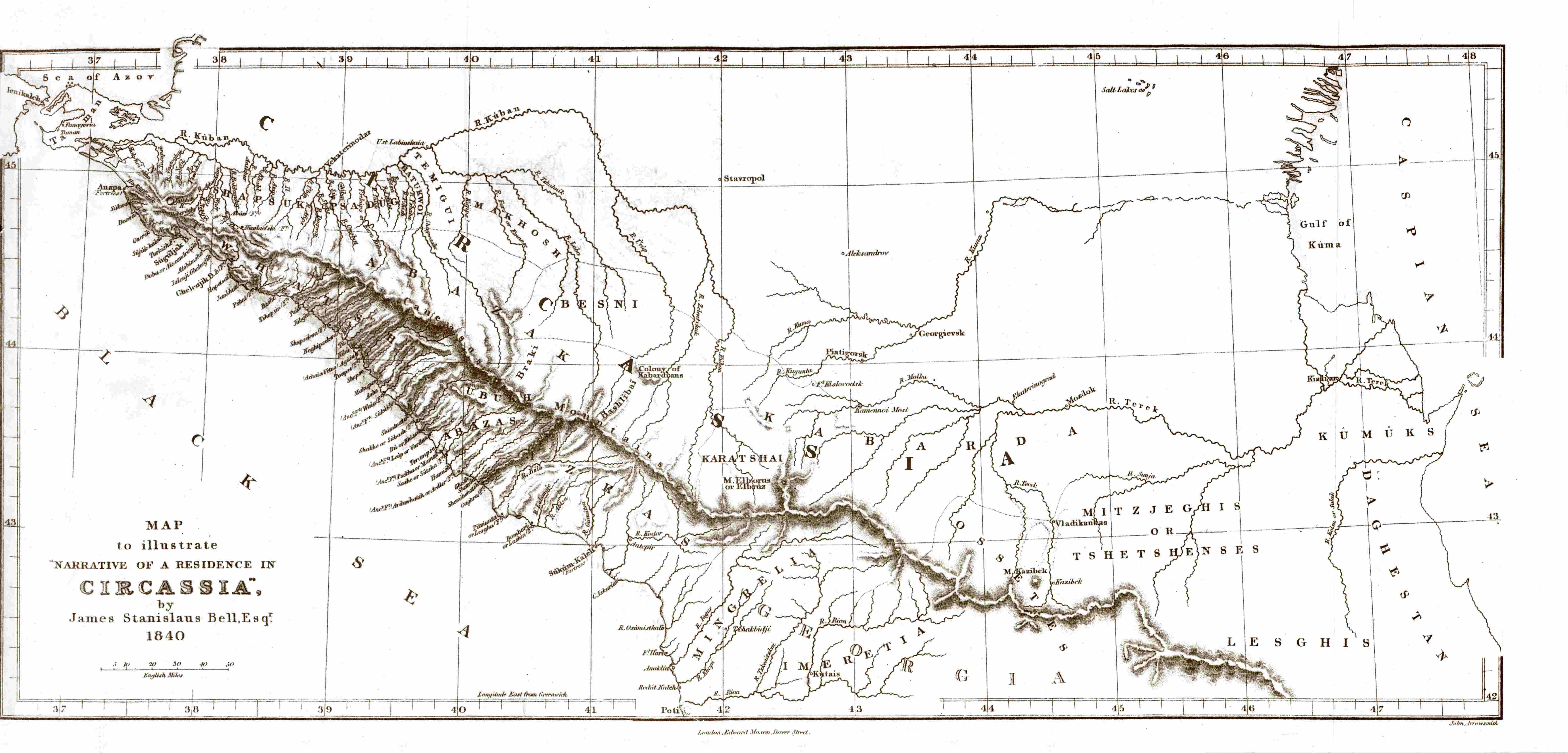
Черкесія, північ від Кавказу, область під юрисдикцією церковної провінції Матреги

Матрега — середньовічна назва давньогрецької колонії Фанагорія, яка була стародавнім єпископством римської провінції Зехія. Відомий лише один грецький єпископ про цю кафедру, Іоан, згаданий у 519 році.
Матрега з півостровом Тамань і всією областю низовини Кубані була підпорядкована моголами приблизно в середині ХІІІ століття. У XIV столітті місто було передане генуезькій родині Гізолфі, яка утримувала його до 1482 року.
У цьому регіоні в першій половині XIV століття працював навернений черкес францисканський місіонер Іоанн із Захії, робота якого з євангелізації була особливо успішною. Тому в 1348 році він відправився до папського двору в Авіньйоні, щоб попросити папу про допомогу для продовження його роботи. 21 лютого 1349 року Папа Климент VI заснував нову церковну провінцію Матрегу, подарувавши Іоанну: який походив з тих країв і сумлінно й старанно працювали там для Апостольського Престолу», Титул архієпископа.
У двох буллах від 22 травня 1349 року папа призначив двох єпископів-суфраганів: Томмазо ді Бираго, єпископ Сибенсіс, і Джакомо ді Понтекорво, єпископ Лукуценсіс. Ці два міста, невизначені ідентифікації, мабуть, були не дуже далеко від Матреги.
Робота місіонерів, координована трьома єпископами, тривала в наступні роки на території Черкесії, аж до Дербента в Дагестані, на західному узбережжі Каспійського моря. Повернувшись до Авіньйона в 1358 році, архієпископ пояснив Папі стан його провінції і, перш за все, відсутність церков і постійних місць на відстані, еквівалентній восьми дням ходьби. 22 червня 1358 року папа Інокентій VI надав Іоанну необхідні повноваження для створення двох нових єпархій і для будівництва церков. Що це за нові єпархії, знати важко, але дві суперечки, в яких опинився Косма Сарайський, дозволяють нам висунути надійні гіпотези.
У 1363 році між архієпископами Матреги та Сараю виникла суперечка щодо територіального розмежування відповідних суфраганів Тани та Анапи (стародавня Горгіппія): Папа Урбан V доручив єпископу Томмазо (пізніше архієпископу Солтанії) вирішувати суперечку між двома перестолами. Можна уявити, що спірні кордони були розташовані всередині країни, а не на узбережжі.
У 1370 році Косма поскаржився папі, що три єпископи заволоділи майном, що належало церкві Тана. Серед них домініканець Нікколо, episcopus Maieriensis, резиденція єпископів якого відома до 1363 року. Здається, це місце ще не ідентифіковано напевно: воно, безперечно, було на півдорозі між Матрегою та Дербентом, можливо, на березі річки Куми; деякі автори ототожнюють його з Георгіївськом.
Згідно з каталогами францисканських монастирів того часу, францисканські громади були розташовані в Майєрі, а також у Тархісі та Мамуччі, містах, які ототожнюються з Таркі та Шамаксі, сьогодні відповідно в Дагестані та Азербайджані. Архієпископ Джованні ді Матрега знову вирушив до Авіньйону в 1363 році, і Річард не виключає, що також цього разу він просив дозволу на створення нових єпархій, а також просив дозволу використовувати індульгенції, щоб відповісти на пропозиції вірних, необхідні для будівництво нових церков.
Звичайно, хоча кафедра Матреги відома лише єпископу Джованні, інші єпархії, можливо, що належать до тієї ж церковної провінції, виникають поблизу Каспійського моря наприкінці XIV століття: з хронотаксису Евбеля ми знаємо місця Монтіса Каспіоруму (невизначеної ідентифікації) і Кумученсіс (Кумух, Лакський район, Дагестан).
Францисканські місії тривали в регіоні на північ від Кавказу та в регіонах уздовж західних берегів Каспійського моря навіть після спустошення Тамерлана. Лише з падінням Матреги від турків (1482 р.) зник єдиний порт доступу для західників і місіонерів до цих земель.
Однак, як зазначає Річард, церковна провінція Матрега як така вже зникла задовго до закінчення францисканських місій. Мабуть, продовжує автор, вона не пережила свого засновника Джованні, як не пережила і Франческо да Камеріно Боспорського.
З 1928 року Матрегу зараховують до титулярного єпископського престолу Католицької Церкви; місце було вакантним з 7 березня 1994 року.

## Хронотаксис

### Грецькі єпископи
- Іоан † (згадується в 519 р.)

### Латинські архієпископи
- Джованні ді Зекія, OFM † (22 лютого 1349 - після 1363 )

### Титулярні єпископи
- Блаженний Теофілій Матуліоніс † (8 грудня 1928 — 9 січня 1943 призначений єпископом Кайшадорським)
- Рафаель Гонсалес Естрада † (16 травня 1944 - 7 березня 1994 помер)

## Зовнішні посилання
- [{{{1}}} Матрегська Єпархія] // Catholic-Hierarchy.org. ed. David M. Cheney. 1996-2013. Revised: 16 March 2013.

- (англ.) La diocesi [Архівовано 15 грудня 2021 у Wayback Machine.] nel sito di www.gcatholic.org